# Hungry
Hungry és l'àlbum de debut pel grup alemany de metal Brainstorm, publicat el 1997.

## Llista de cançons
Totes les cançons són escrites i arranjades per Brainstorm.
1. Nails in My Hands - 3:11
2. King of Fools - 3:52
3. Innocent Until Caught - 4:58
4. The Other Side - 6:53
5. Tomorrow Never Comes - 3:29
6. Liar's Edge - 4:53
7. Tell-tale Heart - 3:44
8. Welcome to the Darkside - 5:10
9. Bring You Down - 4:20
10. Deep Down Into Passion - 4:36
11. Mr. Know-it-all - 4:14

## Formació
- Marcus Jürgens - Cantant
- Torsten Ihlenfeld - Guitarra & Veu de fons
- Milan Loncaric - Guitarra & Veu de fons
- Andreas Mailänder - Baix
- Dieter Bernert - Bateria

Músics addicionals:
- Michael Rodenberger - Teclat

## Curiositats
- Ralf Scheepers apareix a "Mr. Know-it-all".
- El 23 de març del 2007, aquest àlbum i Unholy van ser remasteritzats i republicats per Century Media amb sis cançons extra i una versió revisada.

Font d'informació:Web Oficial de Brainstorm